# Fernando Guzmán
Pour les articles homonymes, voir Guzmán.
Fernando Guzmán Solórzano, né le 30 mai 1812 à Tipitapa et mort le 19 octobre 1891 à Granada, est un homme d'État nicaraguayen.
Membre du Parti conservateur, il est président du Nicaragua du 1er mars 1867 au 1er mars 1871.
Il est parent avec Carlos José Solórzano, président de 1925 à 1926.